# 113 av. J.-C.
Pour les articles homonymes, voir 113 (homonymie).
Cette page concerne l'année 113 av. J.-C. du calendrier julien proleptique.

## Événements
- 3 octobre 114 av. J.-C. (1er janvier 641 du calendrier romain) : début à Rome du consulat de  Cnaeus Papirius Carbo et Caius Caecilius Metellus Caprarius[1].
  - Le consul Metellus Caprarius est envoyé combattre les Scordisques en Macédoine[2].
- Août-septembre[3] : bataille de Noreia. Les Cimbres sont repoussés par les Boïens de Bavière et de Bohême vers les Volques qui les rejettent à leur tour sur les Taurisques de Norique. Ils avancent jusque chez les Scordisques, puis rebroussent chemin par la Save et la Drave. Après l’échec de négociations, ils infligent une lourde défaite à l’armée romaine du consul Papirius Carbo à  Noreia, en Norique, puis se dirigent vers la région du Main où ils sont rejoints par les Teutons. Ils s’y installent jusqu’en 109 av. J.-C.[4] Début de la Guerre des Cimbres.
- Octobre : la commission sénatoriale envoyée à Jugurtha pour lui enjoindre de suspendre les hostilités contre son cousin Adherbal rentre à Rome sans avoir pu rencontrer aucun des deux belligérants. Adherbal est contraint de se réfugier à Cirta où il est assiégé par Jugurtha et à appeler Rome à l’aide[5]. Contre la plèbe qui veut annexer le pays, le Sénat romain prend le parti de Jugurtha et l’autorise à réunifier la Numidie s’il laisse la vie sauve à Adherbal. Jugurtha prend Cirta en 112 av. J.-C., tue Adherbal de ses propres mains et fait massacrer des négociants romains réfugiés dans la ville.
- Doura Europos passe aux mains des Parthes (date approximative)[6].
- Antiochos IX de Cyzique (135/95 av. J.-C.), qui règne à Antioche en concurrence avec son frère utérin Antiochos VIII, épouse Cléopâtre IV ; en 108 av. J.-C., son pouvoir est réduit à quelques villes du littoral de Syrie[7].

## Naissances
- Lucius Orbilius Pupillus, grammairien, tuteur d'Horace (date approximative).

## Décès
- Zhang Qian, explorateur et diplomate chinois.